# Corbata
|  | Aquest article tracta sobre la peça de roba. Vegeu-ne altres significats a «prosceni». |

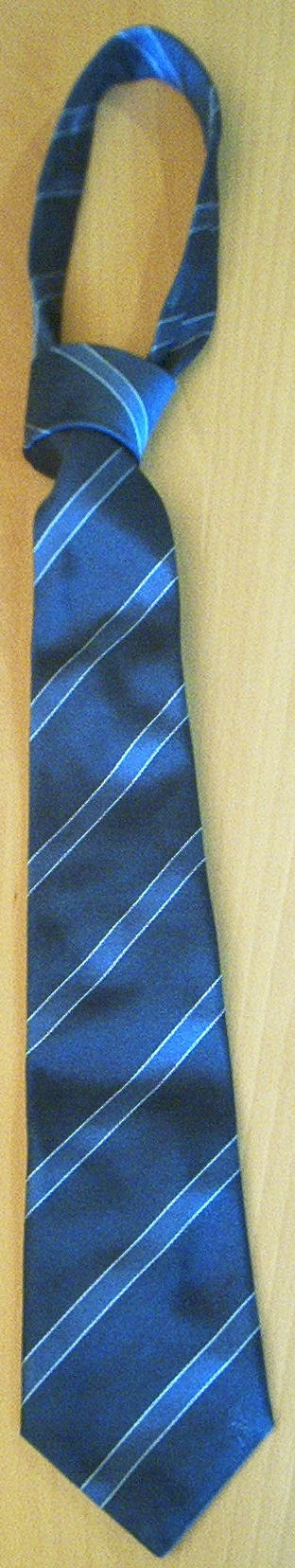
Corbata

La corbata és una peça de roba (seda, mussolina, etc.) que es col·loca entorn del coll de la camisa i es nua a la part frontal, de manera que resta un nus al coll, emmarcat pel coll de la camisa, i la resta de la peça en dos faldons que pengen sobre el pit, l'anterior --més ample-- tapant el posterior --més estret--; la funció és decorar coll i pit. La corbata és peça indispensable de la indumentària formal masculina.
Al revers de la corbata pot haver-hi una traveta per a passar-hi el faldó posterior i mantenir-lo fix. Amb funcionalitat similar, un complement habitual de la corbata és el passador de corbata, que contribueix a mantenir-la en posició; alternativament s'hi pot punxar una agulla de corbata.
La corbata pot ser de color llis o bé estampada, i cal saber combinar-ne bé la coloració amb la de la camisa i la del vestit o conjunt. Quant al teixit, els més tradicionals i cars són la seda i la llana; també n'hi ha de cotó, de lli, de punt, de teixits mixtos, de teixits artificials (materials plàstics, per exemple) i de cuir.

## Història
L'origen de la corbata, segons sembla, és en els mocadors de coll dels croats, d'on pareix que deriva també el nom que la designa. Portada a l'Europa Occidental pels mercenaris croats, s'hi popularitzà a mitjan segle xvii, primer entre els militars i tot seguit entre els civils, conjuntament amb la casaca, el disseny de la qual no s'adeia amb els colls a la valona duts fins llavors. En aquest període, i fins ben endins del segle xix, la peça que s'anomenava corbata (o xalina, etc.) era, de fet, una mena de mocador de coll nuat al front, d'aspecte bastant diferent de la corbata actual. N'hi hagué tipus molt diversos; hi destaquen les enormes i complexes dels incroyables francesos del període del Directori. Com és lògic atès el seu origen, la corbata formà part de l'uniforme militar durant tot el període de vigència de la casaca.
A partir de la Restauració, Anglaterra esdevé l'àrbitre internacional de la moda masculina, de manera que l'evolució internacional de la corbata, de llavors ençà, seguirà les pautes de la moda anglesa. Així, Beau Brummel, pare del dandisme, força un retorn a una relativa moderació en l'estil de la peça. La sofisticació comença a centrar-se en el nus, de manera que entre 1818 i 1827 apareixen els primers manuals sobre nusos de corbata en francès, italià i anglès. Entre les variants més populars devers 1840 hi haurà el corbatí, avui considerat una peça diferent de la corbata pròpiament dita.
El disseny actual de la corbata procedeix de l'anomenada four-in-hand, sorgida cap a 1860 entre joves estudiants anglesos, i generalitzada al cap de deu anys; el nom ha restat per a designar un tipus de nus, perquè allò que s'havia denominat corbata four-in-hand és el que ha acabat anomenant-se corbata per excel·lència.
Ja el 1912, en adoptar la guerrera de solapes, l'oficialitat britànica lluïa una corbata de tipus modern (fins i tot en campanya).
El 1924 l'estatunidenc Jessee Langsdorf revoluciona la fabricació de la corbata en tallar-la al biaix i combinar-hi tres peces diferents de roba, la qual cosa fa que les corbates siguin més elàstiques i resistents i que els faldons pengin fins avall sense doblegar-se. Això acaba de definir la corbata actual. Aquesta ja no ha variat gaire de llavors ençà. Ha anat allargant-se a mesura que l'armilla passava de moda; avui arriba a la cintura. L'amplada ha variat conjuntament amb la de les solapes de la jaqueta, fins a atènyer un màxim als anys setanta i un mínim als vuitanta; avui es considera que l'amplada ideal de la corbata se situa entre els set i mig i els nou centímetres.

## Nusos
Hi ha molts tipus de nus de corbata (per bé que no tants com en el segle xix). El més conegut és l'anomenat nus Windsor o doble, que és el que s'usa generalment en els vestits professionals. També són força habituals el nus senzill, americà o four-in-hand, i el nus semi Windsor, entre d'altres.

## La corbata com a signe social
Tradicionalment la corbata ha estat un símbol de pertinença a les classes altes; a l'Europa Occidental, la classe obrera tendia a rebutjar-la, exceptuant-ne, potser, certes ocasions de particular importància, com ara el mateix casament. La classe obrera catalana, en particular, era tan afecta al mocador de coll com enemiga de la corbata; és ben conegut com la corbata desaparegué dels carrers catalans durant el període revolucionari de 1936-1937. En canvi, molts revolucionaris russos duien corbata sense fer-se'n problema, de Lenin fins a intel·lectuals bolxevics militants com Maiakovski. A partir de l'estalinisme, l'ús de la corbata al món soviètic respongué a la mateixa lògica de formalisme social forçós predominant al món capitalista.
En el marc de la revolució dels costums de mitjans dels anys seixanta hi hagué un ampli rebuig de la corbata, percebuda com a símbol d'autoritarisme social, de manera que es veié rellegada en aquelles professions i empreses que n'imposaven l'obligatorietat explícitament. A partir dels anys vuitanta, amb la revalorització de les pautes tradicionals d'elegància, hi ha hagut una repopularització de la corbata, en una atmosfera social de major permissivitat vestimentària. Tot i l'ús voluntari, i fins i tot informal, que se'n pot fer avui, la corbata continua associada a la formalitat; per això es porta, conjuntament amb vestit, en ocasions formals (casaments, per exemple) i, de manera socialment obligatòria, en determinades professions en què cal subratllar l'aire de formalitat (és el cas, per exemple, de la banca, dels executius i, tradicionalment, dels oficinistes). En el món militar, almenys des dels anys seixanta la corbata acostuma de formar part de l'uniforme de passeig i de certes versions de l'uniforme de gala.
Dins la lògica del vestit formal, la corbata pot usar-se per a trencar la monotonia del conjunt i donar-li color i personalitat; també pot ésser signe de pertinença a un col·lectiu, si s'hi duen els colors d'un club privat, d'un club esportiu, d'una universitat, d'un regiment, etc.

## Ús femení
Tradicionalment la corbata ha estat d'ús exclusivament masculí, i avui ho és predominantment. A partir dels anys vint hi hagué usos esporàdics de la corbata per part de dones, com a símbol reivindicatiu d'igualtat, o bé de transgressió de rols. Avui s'admet la corbata per a dona com a element optatiu de la indumentària informal. Emperò, sigui en forma de corbata pròpiament dita o, més sovint, de corbatí, forma part d'alguns uniformes femenins (militars, personal de certs restaurants, etc.).